# 天主教索多宗座代牧區
天主教索多宗座代牧區（拉丁語：Vicariatus Apostolicus Soddensis）是埃塞俄比亞一個羅馬天主教宗座代牧區，直屬教廷。

## 歷史
1940年2月13日設候賽納宗座監牧區，1977年12月30日易名為索多-候賽納監牧區，1982年10月15日升為代牧區。2010年1月20日候賽納代牧區分出並易名至今。

## 現況
代牧區範圍包括埃塞俄比亞南方各族州南部，教座位於索多。2010年年底有教友128,539人（佔轄區總人口2.7%）、廿一個堂區、四十三名司鐸。現任宗座代牧為塞加耶‧克内尼‧德拉拉。

## 歷任教長
- 蒂齊亞諾‧達維羅納OFMCap†（1940年10月25日—1945年）
- 烏爾班-馬利‧佩爾松OFMCap†（1951年1月2日—1973年2月16日）
- 道明‧克雷申亞諾‧馬里諾齊（1979年2月23日—2007年1月5日）
- 羅德里戈‧梅希亞‧薩爾達里亞加SJ（2007年1月5日—2014年1月12日）
- 塞加耶‧克内尼‧德拉拉（2014年1月12日—）